# 世界貿易中心一號大樓
世界貿易中心一號大樓（英語：One World Trade Center，亦寫作），也稱為世貿一號樓（1 WTC）、自由塔（英語：Freedom Tower），是一座位於位於美國紐約曼哈頓下城的摩天大樓，也是世界貿易中心的主體建築。該建築是由SOM建築設計事務所的大衛·柴爾斯設計，總樓層共地上94層、地下5層樓高，當前該大廈是美國最高的建築、紐約第一高樓、西半球最高的建築，亦是世界第七高的建築。
該建築沿用了九一一襲擊事件之前的原世界貿易中心北塔所使用的名稱。並在九一一事件後，矗立在佔地16英畝（6.5公頃）的世界貿易中心遺址的西北角，位於原六號大樓的原址上興建。西鄰西邊公路、北鄰維西街、南鄰富爾頓街，東鄰華盛頓街。
2006年4月27日，一號大樓正式進行地基的建設工作。2009年3月26日，紐約與新澤西港務局確認該建築的正式名稱為「世界貿易中心一號大樓」，而不是俗稱「自由塔」，整體工事約於2012年4月30日完工，超越了帝國大廈成為紐約市最高的建築，該塔的鋼結構於2012年8月30日封頂。並於2013年5月10日安裝尖頂的最後一個部件，使該建築（包括其尖頂）的總高度達到1,776英尺（541米）。以英尺為單位的高度是有意參考《美國獨立宣言》簽署的年份1776年。最終大樓於2014年11月3日正式啟用；觀景台於2015年5月29日開放。
在落成後，一號大樓取代在九一一襲擊事件中倒塌的世貿雙塔，成為世界貿易中心的主建築。由於其表現災後復原的精神，該棟大樓的整體設計也融合舊紐約天際線的一些重要組成部份。該建築與沿格林尼治街建造的五座高層辦公樓，以及位於原雙塔所在的九一一國家紀念博物館構成原世貿中心建築群重建工作的革新性工程。

## 歷史

### 原建築（1971–2001年）

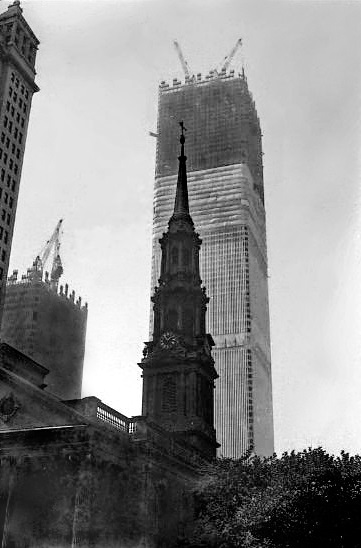
1970年5月，仍在建設中的世界貿易中心一號大樓。

世界貿易中心的建設起初是作為曼哈頓下城市區更新項目的想法，該企劃由大卫·洛克菲勒領導。該項目旨在幫助振興曼哈頓下城的發展。由紐約與新澤西港務局負責規劃，港務局雇用了建築師山崎實設計一號大樓（北塔）和二號大樓（南塔），該建築被俗稱為「雙塔」，其內部採用了核心筒結構設計，因此在空間上並不受支柱或牆壁的阻礙，在規劃中，兩座大樓塔高各均1350英尺（410公尺），佔地16英畝（6.5公頃），110層樓中共有8層被留作機械層。剩下的樓層供給租戶使用。塔內每一層樓共有40,000平方英尺（3,700平方米）的可用空間。因此雙塔總計提供了約3,800,000平方英尺（約350,000平方公尺）的空間，以提供曼哈頓下城的公司、企業及相關人員進行商業、金融、辦公等服務。
北塔的建設始於1966年8月；由於大量使用預製組件，因而加快了建築物的施工進程。第一批租戶率先於1971年10月進駐，在當時，北塔成為世界上最高的建築，起初建築物高約1368英尺（417公尺）。但在1978年安裝了360英尺（110公尺）高的天線後，北塔的最高點達到1728英尺（527公尺），隨後在1970年代至1980年代期間則另外興建了五座附屬建築作為世界貿易中心建築群的一部分，七個建築總計共有約13,400,000平方英尺（1,240,000平方公尺）的辦公空間。

#### 毀壞
2001年9月11日上午8點46分（北美东部时区），五名與基地组织有關聯的劫機者將美國航空11號班機撞向北塔93層和99層之間的北側立面。17分鐘後（上午9點03分）第二批恐怖分子將聯合航空公司175號航班撞向南塔第77層和第85層之間的南立面。
上午9點59分，南塔在燃燒了大約56分鐘後倒塌。燃燒102分鐘後，北塔同於上午10點28分因結構故障倒塌。當北塔倒塌時，碎片落在附近的七號大樓上，並損壞了七號大樓的結構引發了火災。大火燃燒了幾個小時後，七號大樓於下午5點21分倒塌。
連同對弗吉尼亚州五角大樓的同時襲擊，以及另一個失敗的飛機劫持導致在賓夕法尼亞州尚克斯維爾墜毀，九一一恐怖襲擊最終導致約2,996人死亡（2,507名平民、343名消防員、72名執法人員、55名軍人，以及19名劫機者）。超過90%是受困在塔中撞擊點以上的工作人員和遊客。其中在北塔，共有1,355人受困於撞擊點以上的區域，因而被吸入濃煙死亡、逃避濃煙和火焰而墜樓，或在建築物最終倒塌時喪生。與北塔的其他部分不同，南塔共有一個樓梯間在襲擊中未受到破壞，導致少數人員得以從該大樓徹離，反之，北塔的三個樓梯全部被毀，因此撞擊區上方的任何人都無法逃生。也導致撞擊點以下的107人死亡。

### 當前建築（2013年至今）

#### 規劃
在原世界貿易中心遭到摧毀後，人們開始對世界貿易中心遺址的未來做辯論，而大部分的人幾乎有提出重建世界貿易中心的建議，到了2002年，曼哈頓下城開發公司（LMDC）舉行了一場如何紀念該地點的設計競圖，以作為重建建築群的計劃的一部分。在襲擊發生後的一年間，世貿中心的「歸零地」（英語：Ground Zero）成為美國訪問量最大的區域。2002年9月10日，展示襲擊資訊和死者姓名的臨時展示牆「觀景牆」（英語：Viewing Wall）向公眾正式開放。
當公眾拒絕第一輪設計的提案後，LMDC於2002年12月舉行了第二次公開競圖，其中，丹尼爾·里伯斯金的設計在2003年2月被獲選。其他參與競圖的設計師則包括福斯特建築事務所的诺曼·福斯特、邁爾·艾森曼·格瓦斯梅·霍爾建築事務所（彼得·艾森曼、理查·麥爾、查爾斯·格瓦斯梅、斯蒂文·霍尔、
SOM建築設計事務所、THINK團隊（坂茂、弗雷德里克·施瓦茨、肯·史密斯、拉斐爾·維尼奧利）和聯合建築事務所等公司。隨後，由於與當時持有世貿中心場地租約的開發商拉里·西爾弗斯坦意見不合的因素，里伯斯金的設計進行了多次更改。彼得·沃克和麥可·布拉德利則於2004年1月提案擔任紀念館《倒映虛空》的設計師。
早期，一號大樓因為分配給辦公室和其他設施的樓層較少（頂多70層）引起了一些爭議。與原建築群相比，重建後的世界貿易中心建築群在僅有82層的情況下，總辦公空間將減少超過3,000,000平方英尺（280,000平方）。樓層限制是西爾弗斯坦提出的主張，他擔心過高的樓層可能出意外，或成為恐怖份子攻擊的目標。因此，建築物大部分高度將由塔頂上的大型露天鋼格結構組成，其中包含風力渦輪機和「空中花園」。
在後續設計中，最高的可入住樓層已經與原來的世貿中心相當。2002年，前紐約州州長喬治·派塔基被報導涉嫌任人唯親，他被指控利用自己的影響力，讓贏得建築師設計的選擇作為他朋友和競選贊助人羅納德·拉德的個人恩惠。
「自由塔」的最終設計版本於2005年6月28日正式公佈。為了解決纽约市警察局提出的安全問題，4月的設計中增加了一個187英尺（57公尺）的混凝土基座。該設計最初包括用玻璃棱鏡包覆底座的計劃，以解決有關該建築可能看起來不吸引人、並且類似於「混凝土掩土」的批評。然而後來卻發現棱鏡無法使用，因為初步測試表明棱鏡玻璃很容易破碎成大而危險的碎片。因此則改以不銹鋼面板和防爆玻璃，組成更簡單的立面取代。
與里伯斯金的最初計劃相比，建築物上半部的設計有明顯的改變，該塔的最終設計隨著底部150-200呎（40-60公尺）以上開始，從呈八角形逐漸變細。里伯斯金表示，這座塔將是一個「反射天空的整體玻璃結構，頂部有一個雕刻天線」。2006年，拉里·西爾弗斯坦評論了計劃的完工日期：「到了2012年，我們應該擁有一個完全重建的世界貿易中心，它比以往任何時候都更加宏偉、壯觀」。新設計反映出大眾對原始設計的不滿，也許摻雜了逐漸茁壯的二代雙子塔運動的訴求，以及安全上的考量。新設計看起來更像原來的世貿中心塔樓。協同設計者大衛·查爾茲表示：「難得新優於舊，我覺得這樣確實比原設計好。從建築而言，新設計比較簡潔、造型獨特，同時又能輕輕地喚起我們對當年慘劇的回憶。」2006年4月26日，紐約與新澤西港務局批准以允許基礎建設開始的概念框架。次日起草了一份正式協議，紀念帝國大廈啟用75週年，「自由塔」的施工於五月開始；當第一支施工隊到達時，則舉行了正式的開工儀式。

#### 建造

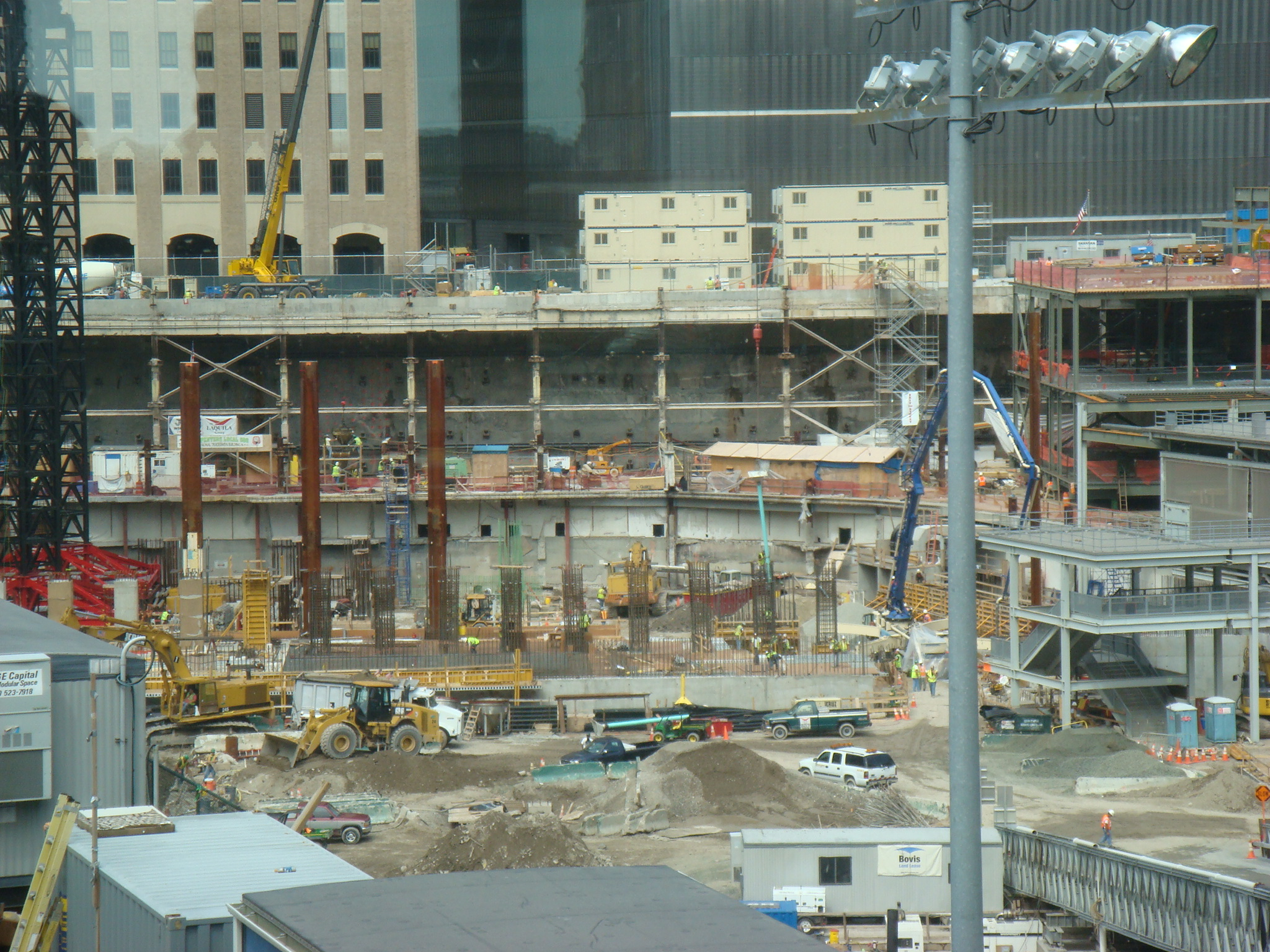
世界貿易中心一號大樓在2007年8月7日的基礎工程建設。

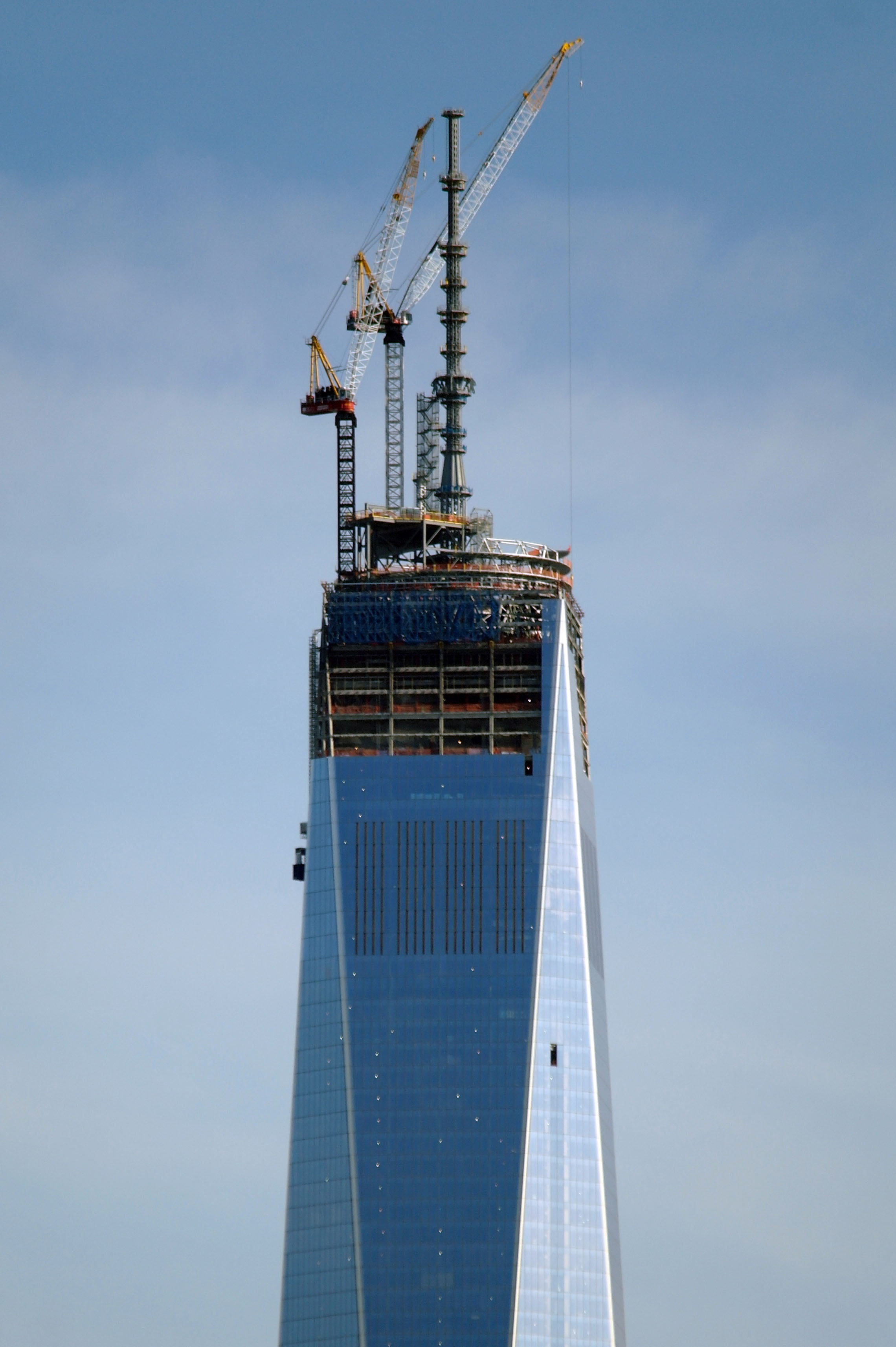
世界貿易中心一號大樓在2013年4月的建設進度

一號大樓的象徵性基石於2004年7月4日進行了一個儀式，上面有一個據稱是由亞瑟·J·芬克爾斯坦所寫的銘文。然而由於資金、安全和設計方面的爭議，大樓施工被推遲到2006年。隨著最後一個主要問題在2006年4月26日獲得解決，開發商拉里·希尔弗斯坦和紐約與新澤西港務局達成正式協議，並將基石從現場於2006年6月23日暫時移走。不久後，工地現場進行了長達約兩個月的爆破工程，以清除原所在地建築物的基岩，到2007年11月，共有約400立方碼（310立方）的混凝土倒入新建築物的地基基礎。2006年12月18日，在興建現場附近的砲台公園城的開工儀式中，公眾被邀請簽名第一根30-英尺（9.1-）的鋼梁安裝在建築物的基礎上。該鋼梁於12月19日被焊接到建築物的基礎。隨後不久，基礎和鋼鐵的安裝正式開始，塔身的腳基基礎幾乎在一年內完成。根據2007年2月紀錄的估計，一號大樓的初步建設成本估計為30億美元，等於每平方英尺約為1150美元（共12,380平方公尺）。
2008年1月，兩台起重機被移到現場。塔樓的混凝土核心筒在起重機到達後開始進行施工工程，直到2010年完成基座工程後，開始進行建造辦公樓層並隨後安裝了第一塊玻璃窗進行測試；2010年期間，樓層的建造速度約為每週一層。安裝了先進的腳手架系統以防止工人墜落，這是該市第一個安裝在鋼結構上的安全系統。到了2010年12月，一號大樓的興建已經達到了約52層，高度超過600英尺（180）。在那時候塔身的鋼架已經完成一半，在2011年9月11日，也就是襲擊事件發生十週年之際，塔身已增建至80層，其混凝土地板已達到68層，玻璃覆層已達到54層。
2009年，港務局將大樓的正式名稱從「自由塔」改為「世界貿易中心一號大樓」，稱這個名字「最容易讓人認同」。由於「自由塔」這個名稱也曾被《週六夜現場》等節目嘲笑。因此改名也有實際目的：房地產代理普遍認為一個有傳統街道地址的建築物更容易出租辦公空間。因此在此次名稱更改，也是在紐約港務局董事會成員投票簽署了與中國房地產公司萬通控股的21年租約協議之後實現，万通工業在其之後成為首個簽署一樓大樓租約的商業租戶。該公司計劃在塔內設立一座名為「中國中心」貿易和文化設施。
大眾傳媒公司康泰納仕於2011年5月成為一號大樓的主要租戶，共租賃了1 × 106平方英尺（93,000平方）的空間，從时代广场4号搬遷於塔樓。在建造過程中，這座塔多次被特別照亮。例如在美國獨立日和襲擊週年紀念日以紅色、白色和藍色點亮，在乳腺癌宣傳月以粉紅色點亮。由於興建塔樓承運結構的裝卸碼頭無法及時完成，因此無法將大量設備移入完工的建築物，開發商共耗資數百萬美元增加了五個臨時裝卸區。直到世貿貿易中心交通樞紐完工後才被拆除。查德伯恩和帕克是一家總部位於曼哈頓中城的律師事務所 ，該事務所原定於2012年1月租賃一號大樓約300,000平方英尺（30,000平方）的面積，但該交易於當年3月被突然取消。

#### 平頂和完工
2012年3月，一號大樓的鋼結構已達到約93層，到了月底則興建至第94層（該樓層另被標記為第100層），然而到了2012年4月，該塔的估計建造成本已上升至39億美元，成為當時世界上最昂貴的建築。一號大樓部分建設資金來自西爾弗斯坦因九一一襲擊事件中的損失而獲得大約10億美元的保險金。紐約州額外提供了2.5億美元，港務局同意提供10億美元，其他金額則是通過出售債券獲得。港務局同時提高了橋樑和隧道的通行費以籌集資金，計劃在2011年至2015年期間將通行費提高56%；然而這些增加的收益並未用於支付塔的建設費用。
尚未完工的塔樓最後於2012年4月成為紐約市高度最高的建築，超過了帝國大廈約1,250英尺（380公尺）的屋頂高度。兩個月後，時任總統巴拉克·奧巴馬參觀了建築工地，並在一根將被吊到塔頂的鋼樑上寫道：「我們還記得，我們將重建，我們回來時會更強大！」的銘言。同月，隨著塔樓的結構接近完工，大樓的業主開始進行公共營銷活動以吸引遊客和租戶。
2012年8月，一號大樓鋼結構在104層封頂，使建築物的總高度為1,368 英尺（417公尺）。該塔的尖頂隨後於2012年11月從魁北克省運往紐約，經過一系列延誤。尖頂的第一部分於2012年12月12日吊裝到塔頂，並於2013年1月15日進行安裝。到了2013年3月，尖頂的兩部分已安裝完成。然而受到惡劣天氣影響最終工程的工期數度遭到延遲。
2013年5月10日，塔尖的最後一部分被抬升到一號大樓的頂部，使塔樓達到1,776英尺（541公尺）的高度，成為當時世界第四高的建築。在隨後的幾個月裡，外部電梯井進行拆除；並開始安裝裙樓玻璃、室內裝飾和其他飾面；同時在室內完成了混凝土地板和鋼製配件的安裝。2013年11月12日，總部位於芝加哥的世界高層建築與都市人居學會的委員會成員做出了具有爭議的公告，即一號大樓是「美國最高的建築物，宣佈建築物頂部的桅杆是尖頂，因為它是建築物結構的永久部分」。出於同樣的原因，該建築也成為西半球最高的建築。
根據2013年9月的一份報告顯示，在報告發佈時，世界貿易中心協會（WTCA）曾就於「世界貿易中心」名稱進行談判，因為WTCA已於1986年購買了該名稱的權利。WTCA尋求塔內價值500,000美元的免費辦公空間，以換取使用塔名中「世界貿易中心」和相關紀念品的權益。

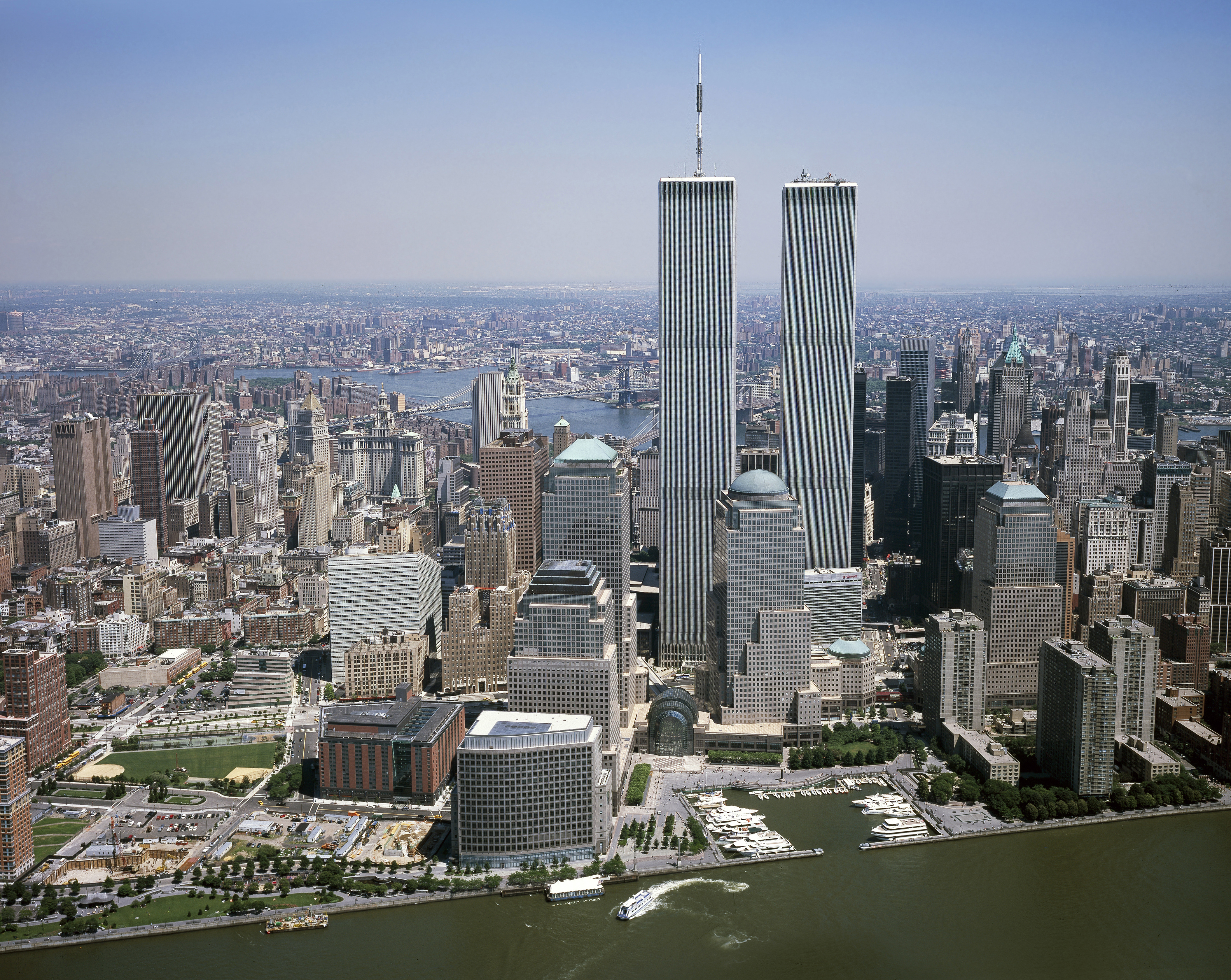
2000年的原世界貿易中心
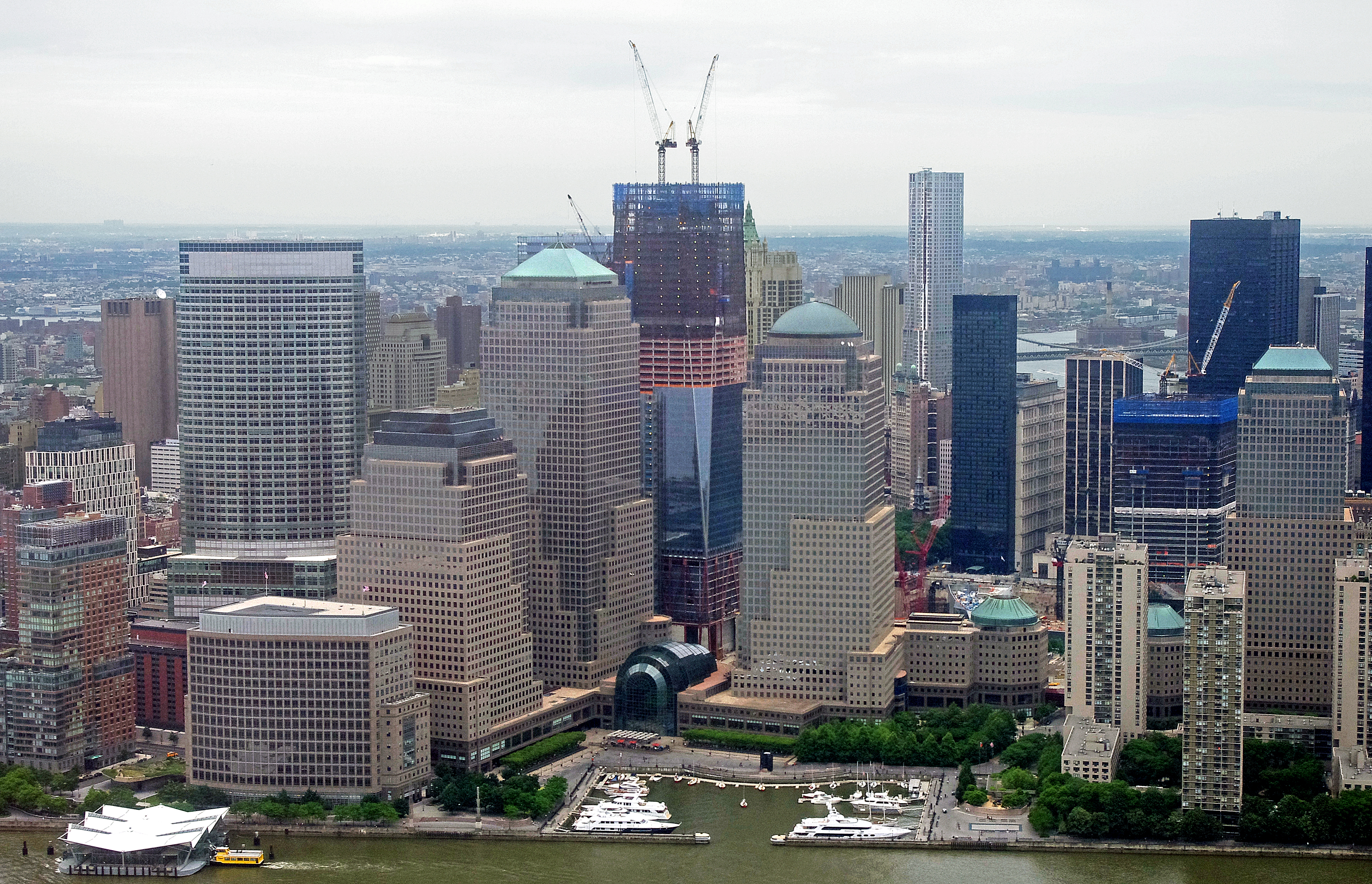
2011年6月，在世界金融中心後面建設中的世界貿易中心一號大樓。
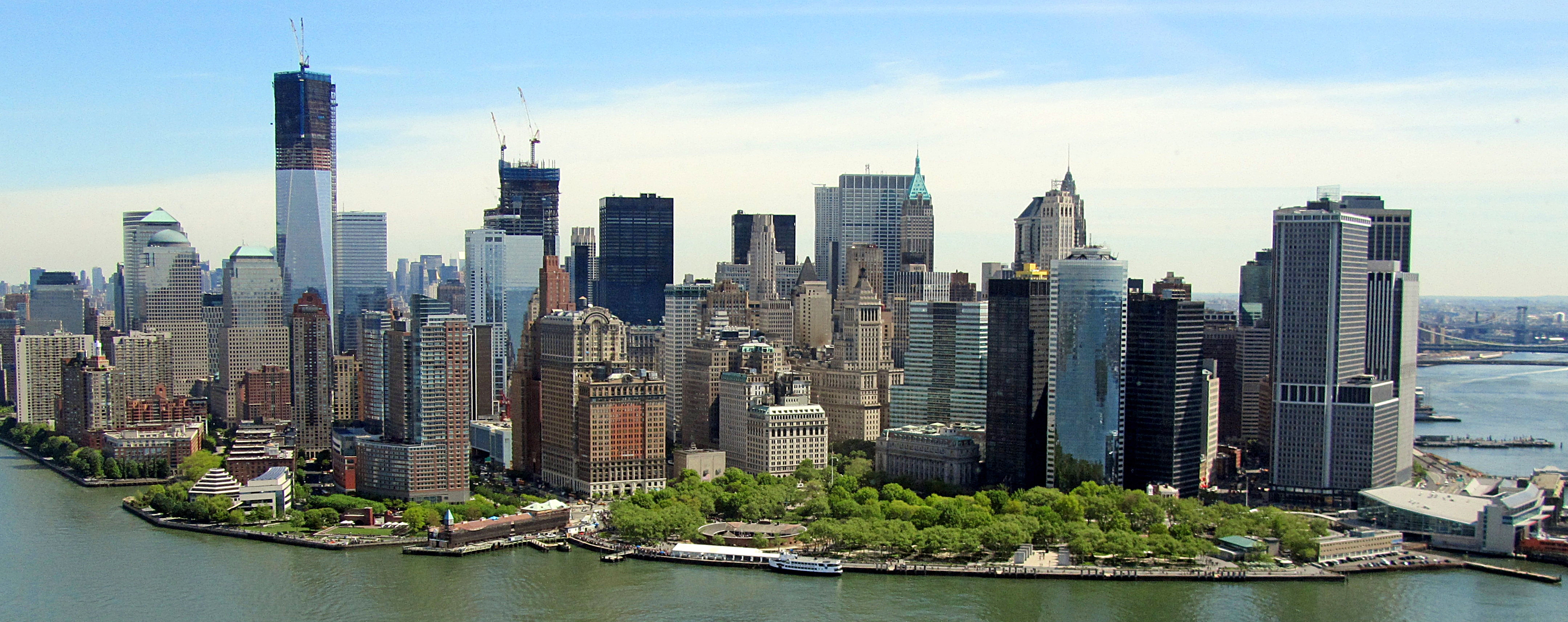
2012年4月30日，從直升機上看到的正在建設中的世界貿易中心一號大樓（左側）和世界貿易中心四號大樓。

#### 開放
2014年11月1日，康泰納仕的辦公室開始召集搬運卡車，搬運相關物品至一號大樓。《紐約時報》指出，世貿中心周邊的下城地區已經從金融區轉變為科技公司、住宅和奢侈品商店林立的地區，最終，一號大樓於2014年11月3日正式啟用，康泰納仕的員工搬進該建築約24層樓（20至44層），整體搬遷已於2015年初完成。預計該公司將吸引新租戶佔用剩餘40%的未出租空間。然而在第一天康泰納仕約3,400名員工中，只有大約170人搬進一號大樓工作。當時，一號大樓未來的租戶還包括Kids Creative、 傳奇酒店、 BMB集團、世服宏圖和GQ。2014年11月12日，大樓啟用後不久，在外牆使用的懸掛式工作平台中，支撐平台的金屬繩索曾發生了鬆弛事故，導致兩人洗窗員受困。在2010年代後期，Durst租用大部分剩餘的空置空間。在2019冠状病毒病疫情發生前，該塔的房屋出租率達到了92%。
2020年8月，康泰納仕集團曾宣布將遷出一號大樓。這導致康泰納仕的母公司先進出版公司於2021年1月開始預扣租金。到了2021年3月，康泰納仕集團已提交計劃減少其租賃的辦公空間數量。在陷入長期僵局之後，康泰納仕集團最後於2021年底同意支付近1000萬美元的欠租。2021年12月，紐約自由發展公司宣布將發行7億美元的債券再一大樓融資。該債券發行的資金將用於償還該建築2012年最後一次融資的債務。
截止2022年3月，該建築的房屋出租率為95%，一號大樓的高入住率與原來的雙塔形成鮮明對比，雙塔則是自1973年落成之後才於2000年代初期達到接近全滿的房屋出租率。

## 設計

世界貿易中心重建的初步場地規劃。 灰色是新建築（世界貿易中心一號大樓是左上角的廣場），藍色是九一一國家紀念館與博物館。

從目前設計來看，丹尼爾·里伯斯金在2002年競圖評選中的許多殘餘概念已被捨棄。如今世界貿易中心一號大樓以簡單的對稱結構組成，採取較為傳統的外型設計，以傳承現有的紐約市區高樓街景。它豎立的軸心將如堪稱前輩的帝國大廈與克萊斯勒大廈一樣位於正中央，視覺上更像原來的雙塔，而沒有為了模仿自由女神像而使軸線偏離中心。從不同的角度觀賞，世界貿易中心一號大樓有時看起來就像原先雙子塔樓呈長方形，有些角度看起來則像個巨大的方尖碑，塔底和塔頂的牆面偏轉了45度，塔身有交錯的三角形切面。世界貿易中心一號大樓被認為是首座基於三維BIM技術來建造的大型建築。
一號大樓以南是九一一國家紀念博物館，位於原來的雙塔所在的位置。緊鄰東邊的是世界貿易中心交通樞紐和新世界貿易中心二號大樓。北面是世界貿易中心七號大樓，西面是布魯克菲爾德廣場。

### 形式和立面
該建築佔地200英尺（61公尺），面積為40,000平方英尺（3,700平方公尺），幾乎與原雙塔的佔地面積相同。該塔建在一個85英尺（56公尺）高的無窗混凝土基座上，旨在保護它免受汽车炸弹和其他地面的攻擊大樓基座設計有挑高達80英尺（24公尺）的入口大堂，並附設餐廳。但由於安全上的顧慮，最底部9公尺將不設幕牆；9-24公尺則透空採光。緊接其上的37公尺（基座機電層）也沒有窗戶，為一個方型基座。基座外牆覆蓋反射性金屬帷幕，預計採用不鏽鋼和鈦為材質。當太陽跨越天空，陽光照在這些反射性金屬帷幕所交織成的切面時，就會閃爍出各式的光芒。
從20層以上，塔從立方體底座的方形邊緣向後倒角，將建築物塑造成八個高大的等腰三角形，或一個拉長的四角反棱柱。在塔的中間附近則形成了一個完美的八邊形，然後在女兒牆中達到高潮，其形狀被塑成一個與底面成45度角的正方形。包含廣播天線的407.9英尺（124.3公尺）的雕刻桅杆——該桅杆是由SOM建築設計事務所、藝術家肯尼斯·斯內爾森（张拉整体結構的創立者）、照明設計師和工程師合作設計。並從圓形支撐環升起電纜系統，用以作為廣播和維護設備使用。到了晚上，一束強烈的光束從尖頂垂直投射，照耀在塔上方1,000英尺（300公尺）的空域，這麼強的光束放在紐約市可說是適得其所，不致成為天文學家眼中的光害，因為紐約市區的夜空早已是不夜城，無法進行實際的天文觀測。
其他新穎的安全設計將包括以3英尺（90公分）厚的牆壁包覆樓梯間、電梯間、樓梯豎板及消防灑水系統；加寬的逃生梯；為消防隊員專設的樓梯間；以及整棟大樓的通風系統全經過生化過濾器。以前的世貿中心距離西街25英尺（7.6公尺），現在大樓佔地變少（相當於雙塔的任一棟大小），和街道的平均距離增到90英尺（27公尺），最靠近街的地方也有65英尺（20公尺）。面街一側的窗戶將採用特殊強化的防爆塑膠，但外觀和另一面的玻璃窗看起來幾乎相同。
SOM的大衛·柴爾斯是世界貿易中心一號大樓的建築師，他對塔樓的設計發表了以下看法：

我們真的希望我們的設計以非常真實的東西為基礎，而不僅是雕塑草圖，我們探索了在基礎設施方面的挑戰，因為正確的解決方案必須要引人注目，而不僅僅是美觀。該設計確實具有巨大的雕塑意義，我們完全理解塔的標誌性但它也必須是一座高效的建築。關於自由塔的討論常常侷限於象徵、形式和美學方面，但我們認識到，如果這座建築功能不佳，人們就不想在那里工作和參觀，那麼我們作為建築師就失敗了。

最初，底座將覆蓋裝飾性棱鏡玻璃，但當棱鏡被證明不可行時，採用了更簡單的玻璃和鋼立面。目前的底座覆層由從不銹鋼面板突出的傾斜超透明玻璃組成，類似於七號大樓的案例。面板後面的LED燈在夜間照亮整個基地。建築的所有立面都有索網玻璃幕牆面板，該面板由施萊希-貝格曼合夥設計，將其與建築群中的其他建築物保持一致。立面面板高60 英尺（18公尺），寬度範圍從東側和西側30英尺（9.1公尺）、北側50英尺（15公尺）到北側70英尺（21公尺）南邊。幕牆由位於俄勒岡州波特蘭的本森工業使用明尼蘇達州維拉康製造的玻璃製造和組裝。

### 建築特點

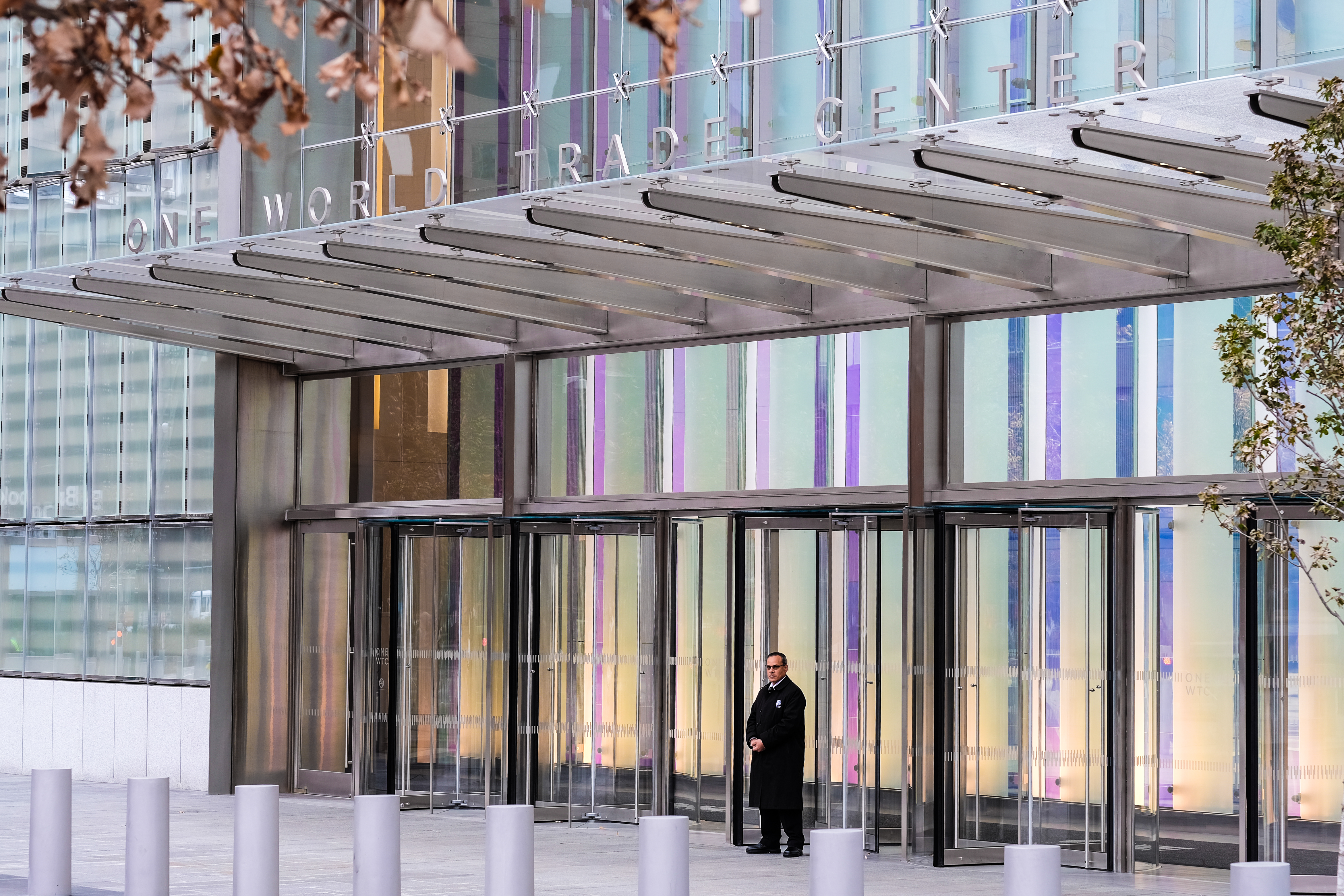
塔的入口

一號大樓地上94層（含頂端4層機電層），地下5層，樓面總面積為325,279平方公尺（3,501,274平方英尺），樓面總面積為325,279平方公尺（3,501,274平方英尺）
，其中共有78層用於辦公使用（約2,600,000平方英尺（240,000平方公尺），地下（即L）為辦公室入口大堂及餐廳，觀景台入口則位於B2（即C1）層；B1（即C1M）、B3-B5及地上3－6層為下層機電層，基地由1-19層組成，包括一個65英尺高（20公尺）的公共大廳，公共大廳設有90英尺高的壁畫，由美國藝術家約瑟·帕拉創作的《ONE：感官聯盟》20－90樓（7－77層）為辦公室，91－93M樓（78－81層）設上層機電層。至於觀景台，則設於100－102樓（82－85層）位置，佔地3層；而電梯轉乘用的空中大堂則設於64-65樓。
租戶可以使用地下停車場、儲藏室和購物場所；世界貿易中心交通樞紐還提供前往紐新港務局過哈德遜河捷運、紐約市地鐵和世界金融中心的通道；該建築允許在地面直接進入西街、維西街和富爾頓街。建築的地下佔地面積約為42,000平方英尺（3,900平方公尺）。

#### 觀景台

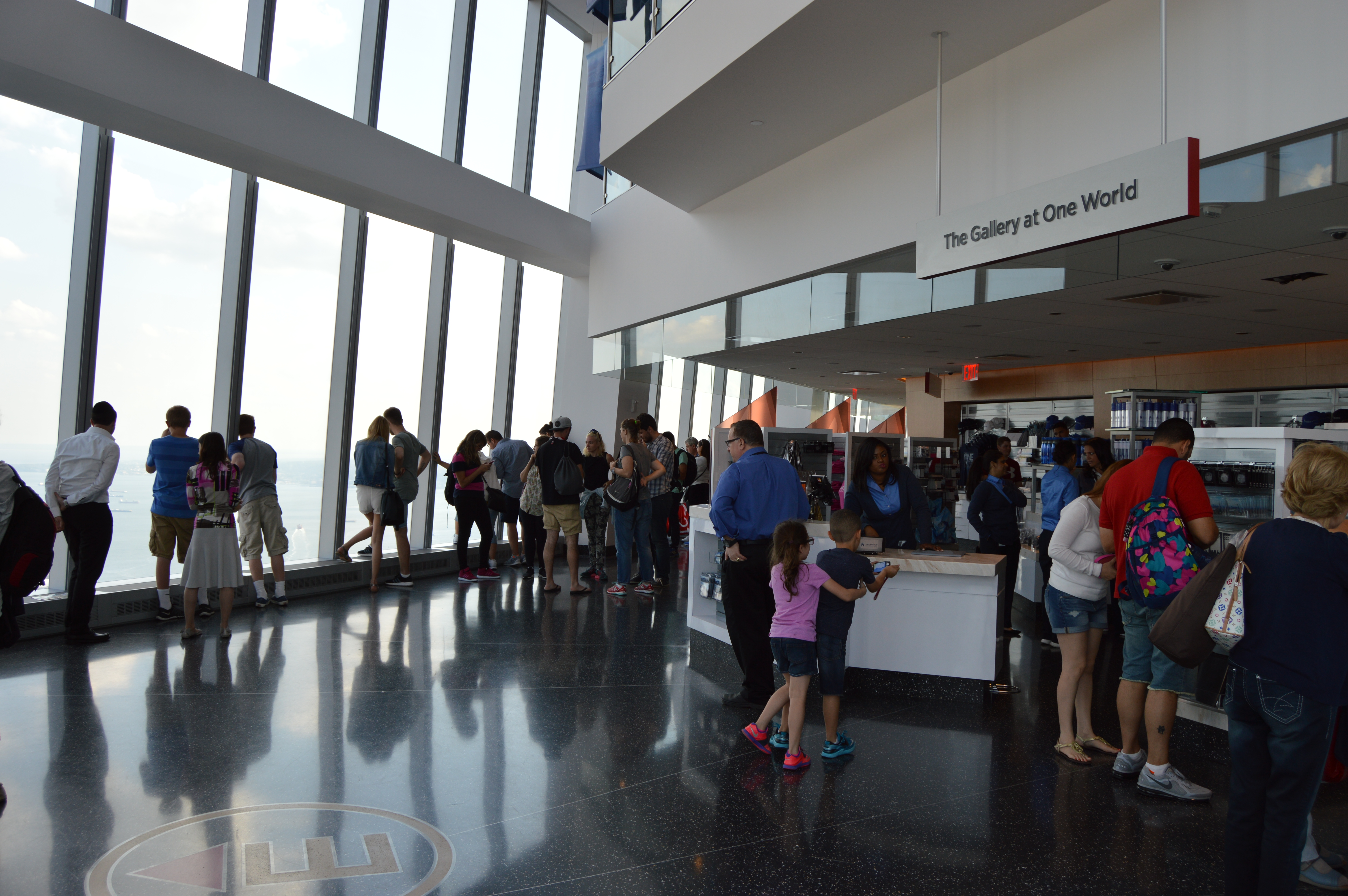
觀景台

除了現有的廣播和天線設施外，該塔共設有一座約三層的觀景台提供民眾及觀光客參觀，該設施位於100-102層。它的高度為1,268英尺（386.5公尺），是當前紐約市的最高觀景臺。與帝國大廈類似，一號大樓觀景台設有提供給訪客的主要入口及租戶的獨立入口；一個入口位於建築物西街一側，另一個入口位於購物中心內下行至地下安檢區。觀景台上實際的觀景空間在100層，101層則設有餐廳設施，102層設有展演活動空間。
為了向遊客展示這座紐約的歷史、曼哈頓下城的沿革及相關資訊，觀景台使用了一種名為City Pulse的互動工具向遊客進行導覽服務。該設施的入場費為每人32美元，兒童和老年人可享受入場折扣，對九一一襲擊事件的協助者及遇難者家屬則為免費。在最初開放時，一號大樓觀景台每年預計約有350萬遊客參觀。門票則於2015年4月8日開始公開銷售。紐約縣地方檢察官在向港務局調查簽訂觀景台營運合同的公司之後，觀景台於2015年5月28日提前一天正式開放。
塔頂最初曾有建造一家餐廳的計劃，類似於原世界貿易中心的世界之窗，由於在後勤等顧慮因素不切實際而被放棄。塔樓的洗窗軌道位於指定為110層，共16平方英尺的區域，該樓層象徵性地參考了原世貿中心的110層。
目前觀景點的101層設有三個餐飲場所：一間咖啡廳、酒吧、和高級餐廳。然而一些評論員，包括《紐約郵報》和Curbed《Curbed》的評論員都批評了一號大樓食品的價格；除了需要購買完整的門票才能進入；其聲譽與世界之窗相比較為遜色。

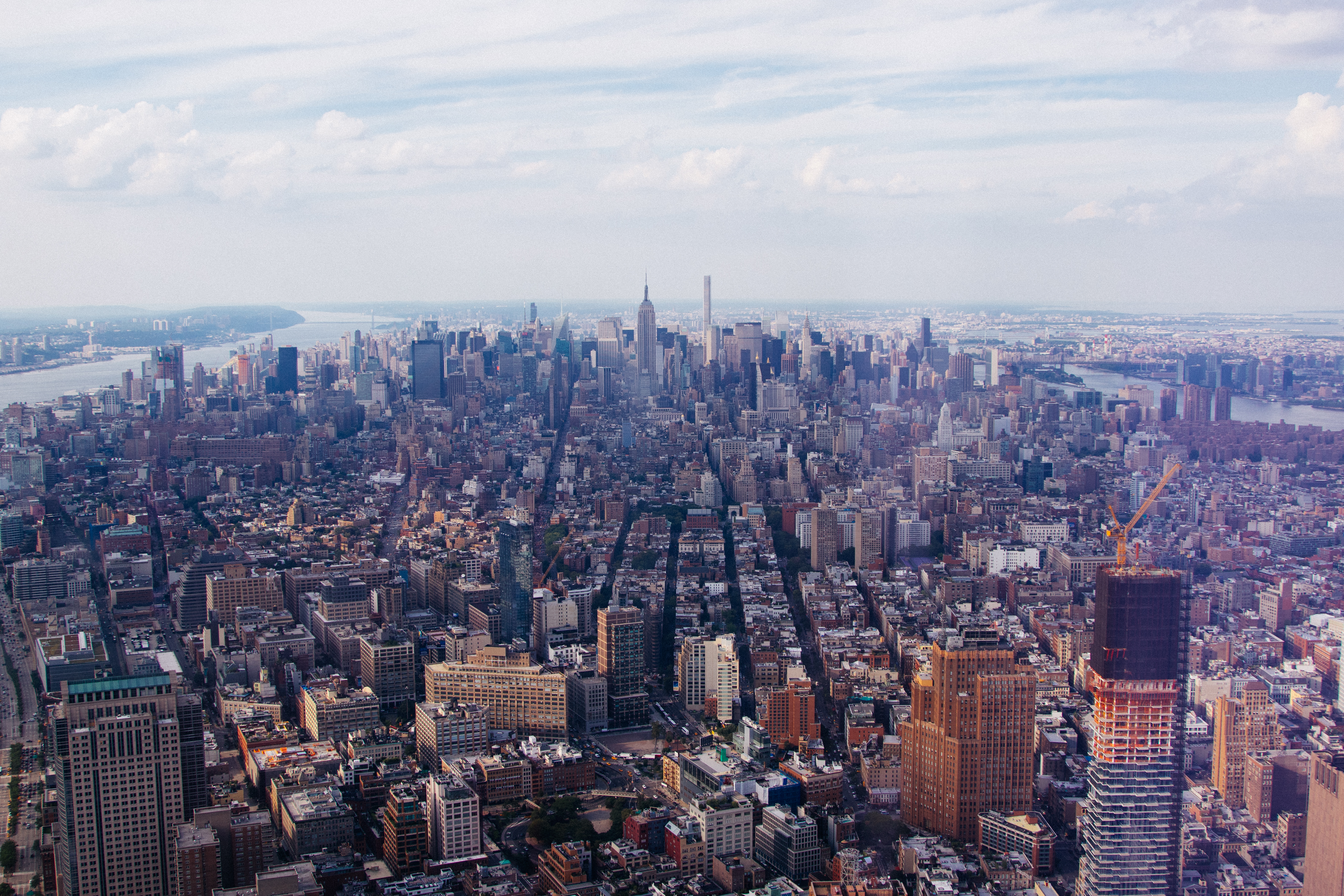
從觀景台遙望曼哈頓中城一帶的景觀
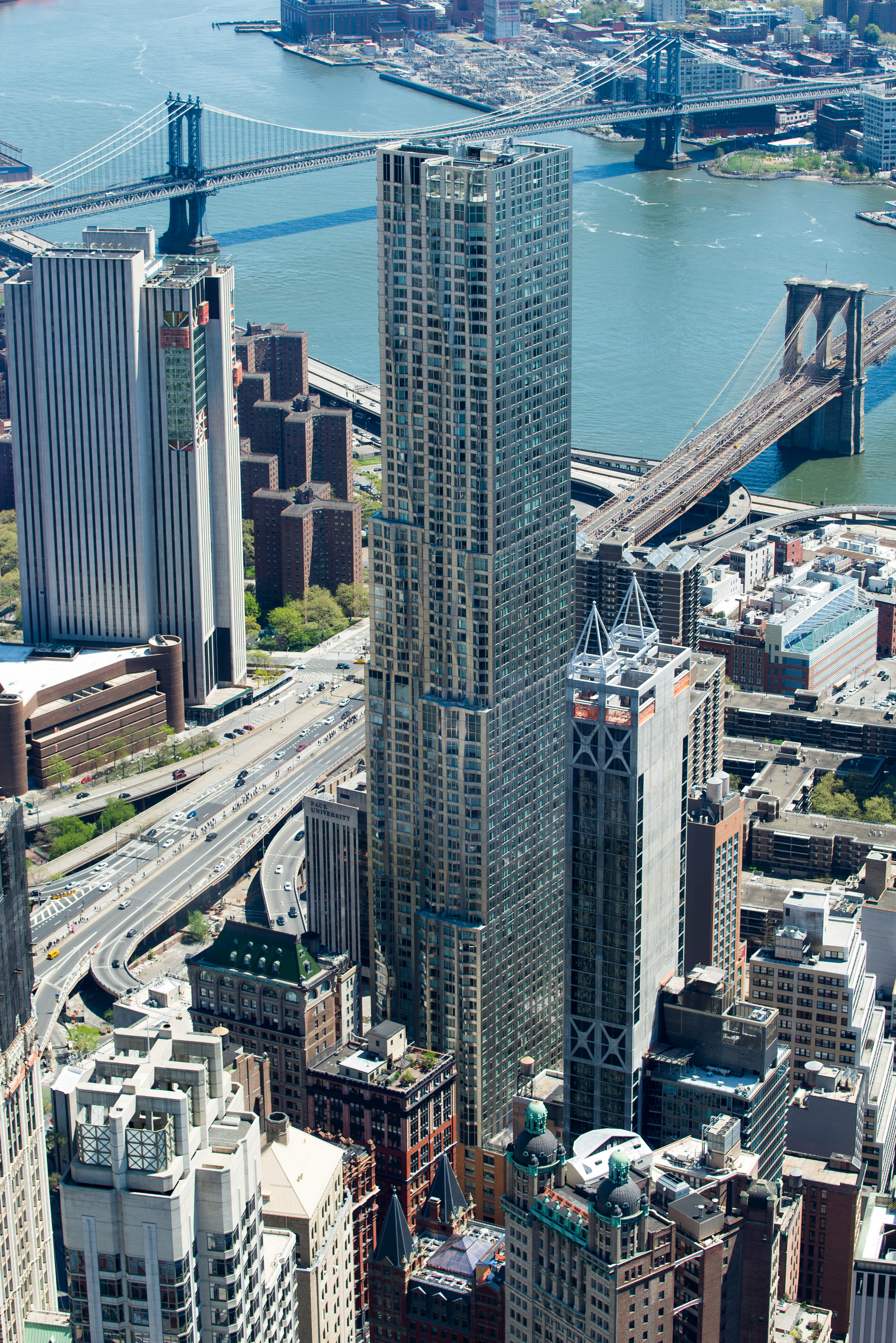
雲杉街8號
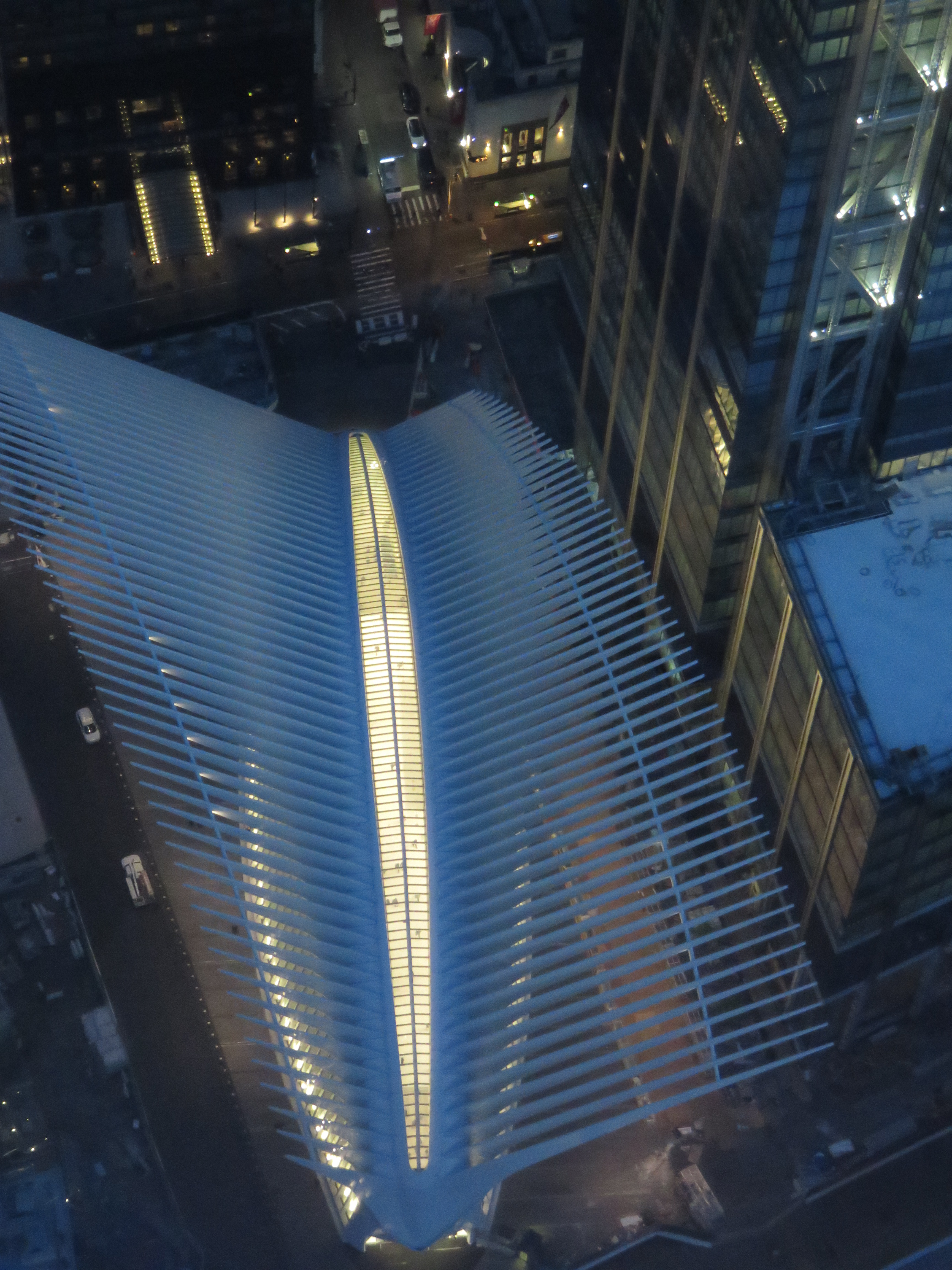
世界貿易中心車站
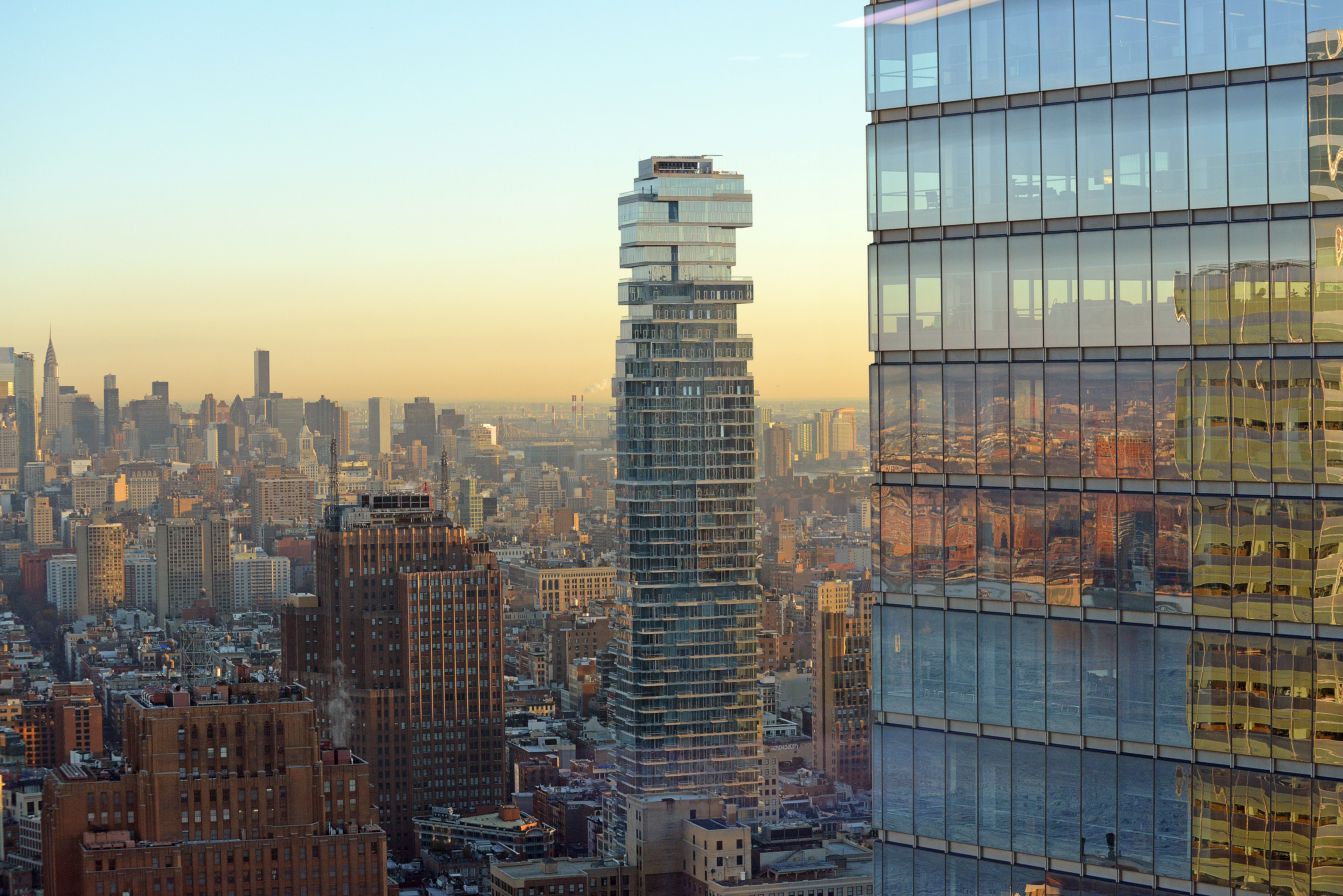
倫納德街56號

#### 永續性
與新世界貿易中心的其他建築一樣，一號大樓具有可持續建築特色。建築的大部分結構和內部都是用回收材料建造的，包括石膏板和天花板；大約 80%的塔廢品被回收利用。雖然塔樓的屋頂面積都是有限的，但該建築對其冷卻系統實施了雨水收集和回收計劃。該建築的純細胞系統磷酸燃料電池可產生4.8兆瓦 (MW) 的電力，其廢蒸汽也可發電。紐約電力局選擇聯合技術電力提供塔的燃料電池系統，該系統建成後則成為世界上最大的燃料電池裝置之一。該塔還利用異地水力發電和風力發電。窗戶由超透明玻璃製成，可讓最大量的陽光透過；室內照明配備調光器，可在晴天自動調暗燈光，從而降低能源成本。
與世貿中心的所有新設施一樣，世貿中心一號大樓採用蒸汽供暖，微量使用有限的石油或天然氣設施。一號大樓在隨後獲得LEED金牌認證，使其成為世界上最具環境可持續性的摩天大樓之一。

#### 安全性
汲取九一一襲擊事件的惨痛教训后，世界貿易中心一號大樓的设计目标是成为“世界上最安全的建筑”。现在，经过重新设计的一號大樓安全性进一步加强。新的世界貿易中心一號大樓将达到或超过本月早些时候美国国家标准技术研究所（NIST）宣布的建筑安全设计要求。世界貿易中心一號大樓建筑内所有的电梯、灭火装置以及电路管线均由一个约6米厚的空心混凝土乾壁装置保护起来。此外，大楼还为救援人员特意加装了一个楼梯通道，以确保紧急情况发生时，救援人员可以从容进入大楼。在之前的设计方案中，世界貿易中心一號大樓与纽约著名的西街之间只有不到8米宽的距离，纽约市警察局认为，如此狭窄的间隔将使恐怖分子的汽车炸弹袭击很容易得手。港務局則表示：「它的結構是圍繞一個堅固的、冗餘的鋼力矩框架設計的，是通過焊接和螺栓連接的樑和柱組成。與混凝土核心剪力牆配對，力矩框架提供了大量的整體建築結構的剛性和冗餘，同時提供無柱內部跨度以實現最大的靈活性。」
除了安全設計外，還實施了新的安全措施。所有車輛在通過地下道進入停車場之前，都將接受放射性物質和其他潛在危險物品的檢查。四百個閉路電視監視器將放置在現場和周圍區域，紐約警察局將持續監控實時攝像頭。電腦系統將使用机器视觉分析軟件，旨在檢測大樓室內的潛在威脅，例如無人看管的行李，並根據恐怖分子或其他犯罪嫌疑人的描述檢索圖像。紐約市和港務局警察也被安排現場巡邏。
在世貿中心遺址全面完工之前，一號大樓與周圍的廣場並沒有像原來的世貿中心廣場完全向公眾開放。開放過程的初始階段於2014年5月15日星期四開始，也是九一一國家紀念館的「臨時營運期」正式結束的日子。在此期間作為「臨時運營期」的一部分，所有訪客在參觀廣場時都需要接受機場式安檢，該安檢原定於2013年12月31日結束。直到官方於2014年5月21日博物館舉行開放儀式後才宣佈結束，至此之後，遊客無需通行證即可前往廣場。

### 設計演變

紐約市主要摩天大樓的高度比較，最左邊顯示的是世界貿易中心一號大樓。世貿中心北塔高1,727英尺（526.3公尺）

一號大樓的模型，其高度、比例、頂部天線和看起來像被刀削過的外觀，其高大的門廳和細條紋表面將喚起人們對它過去世貿中心的回憶。一號大樓實際上融合了兩個建築———下面的混凝土基座和上面擁有玻璃幕牆的塔身。巨大的基座俯瞰紀念館，上面是逐漸變細的玻璃塔身，69層辦公區域之上是餐廳、室內和室外觀景平台以及一根裝在類似格子架的雕塑裡的天線，這使得建築的總高度達到1776英尺（541.3米）。 1,776英尺———這個象徵性的高度源自世界貿易中心一號大樓之前的設計方案。
在大衛·查爾茲於2010年加入紐約和新澤西港務局作為該項目的建設合作者後，一號大樓的設計發生了重大變化。原本185-英尺（56-）高的底座從角落處設計為向上輕微倾斜，並配有棱鏡玻璃。後來，這些角落被修正為正方形。此外，基底牆壁則被數百座約13英尺高的垂直鰭狀玻璃，和8英寸寬的不銹鋼條組成的水平飾帶所覆蓋。
原本，尖塔是用一個保護性的雷達罩所包圍，被描述為一個「互相鎖合的玻璃纖維板，所構成的雕塑外皮」。杜斯特組織主席道格拉斯·杜斯特表示，設計變更將節省2000萬美元。然而SOM建築事務所強烈批評了這一改變，查爾茲對此表示：「消除這個建築設計的重要組成部分，只留下暴露的天線和設備是不幸的......我們隨時準備與港口合作進行替代設計。」在2010年加入項目後，杜斯特組織|曾建議消除雷達罩以降低建築物的興建成本，但這一建議被港務局當時時任執行主任克里斯多福·O·沃德拒絕。沃德最後在2011年9月被帕特·弗耶取代，他改變了立場，使雷達罩最後從計畫中被移除。
2012年，道格拉斯·德斯特就一號大樓的最後設計決定發表了聲明：「天線將在夏季安裝在建築物上。不過目前還沒有辦法做任何事情。」
一號大樓西側設有一座三角形大廣場，原計劃採用不銹鋼台階下行至西街，但最終設計中將台階改為露台。露台可通過維西街的樓梯進入。舖有花崗岩，其周圍除了設有花盆、長凳等設施外，還種植了約12棵楓香樹。·查爾茲還從廣場的計劃中移除了一個天窗；該天窗原本的功能是讓自然光進入地下的觀景台大廳。最後階段的廣場設計則比相鄰的人行道還要高5英尺8英寸（1.73）。
港務局最後批准了所有上述的修訂，而這些修訂最先由《紐約郵報》報導。港務局執行董事帕特里克·福耶在接受電話採訪時表示，他認為這些變化「很少、而且相當微小」。
一份由港口管理局和杜斯特組織談判達成的合約指出，杜斯特組織將獲得1500萬美元的費用和一個「對項目產生净經濟效益的基礎建築改變」的百分比。簽署的合約的具體細節給予杜斯特75％的優惠（高達2400萬美元），隨著優惠的增加，返回額逐漸降低到50％；25％和15％。

### 高度

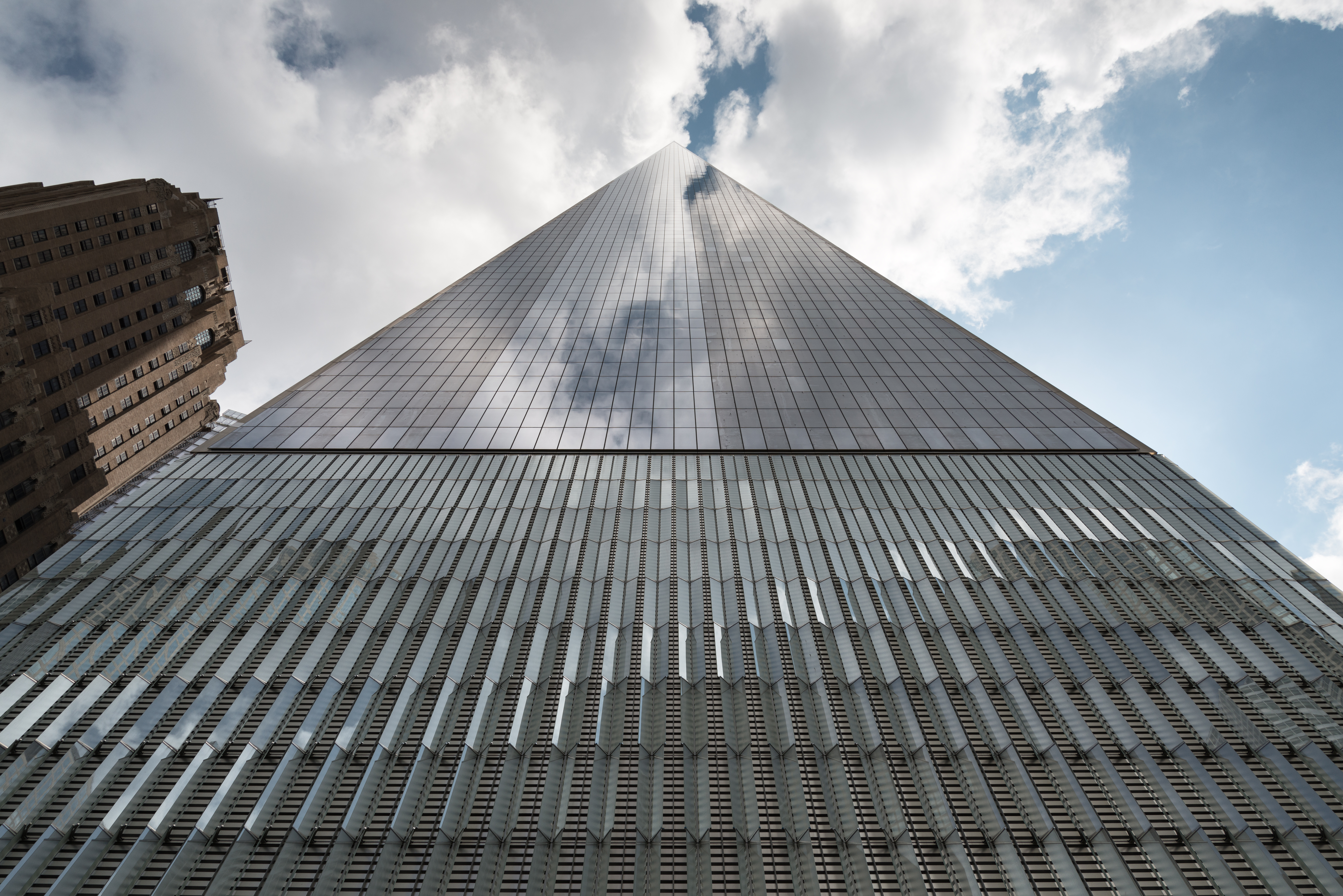
從塔樓附近的街道上世界貿易中心一號大樓。

世界貿易中心一號大樓的頂層高出地面1,368英尺（417），還有一個33英尺4英寸（10.16）的欄杆；這與原來一號大樓的屋頂高度相同。塔約408英尺（122.4公尺）高的螺旋尖頂，將使整個世界貿易中心一號大樓的高度達到1,776英尺（541）的頂峰高度，這一數字代表美國建國的年份。根據里伯斯金（的設計初衷，這個圓形尖頂的造型應該與紐約「自由女神像」手中高擎的那隻火炬外形相似。
根據高層建築與都市人居協會（CTBUH）的說法，當尖頂計入建築物的高度時，一號大樓的高度正式超過台北101（1,671-英尺（509-））而成為世界最高的綜合辦公大樓，也是世界上第七高的摩天大樓，僅次於哈利法塔、默迪卡118、上海中心大廈、麥加皇家鐘塔飯店、平安金融中心和乐天世界大厦。
一號大樓是西半球第二高的獨立式建築，因為多伦多的加拿大國家電視塔比一號大樓的頂峰高度高出約40英尺（12.2米）。芝加哥螺旋塔的計劃高度為2,000英尺（610公尺），預計將超過一號大樓，但由於2009年金融危機的衝擊，其建設被取消。
一號大樓尖頂的設計變更後，有人質疑這座407.9-英尺（124.3-）高的螺旋尖頂是否仍符合尖頂的條件，從而計入建築物的高度。根據CTBUH的說法，由於塔的尖頂沒有按原計劃封閉在天線罩中，因此它可以歸類為簡單的天線，不包括在建築物的高度中。如果沒有尖頂，世界貿易中心一號大樓將達到1,368英尺（417）高，成為美國第七高的建築，僅次於芝加哥的特朗普國際酒店大廈。

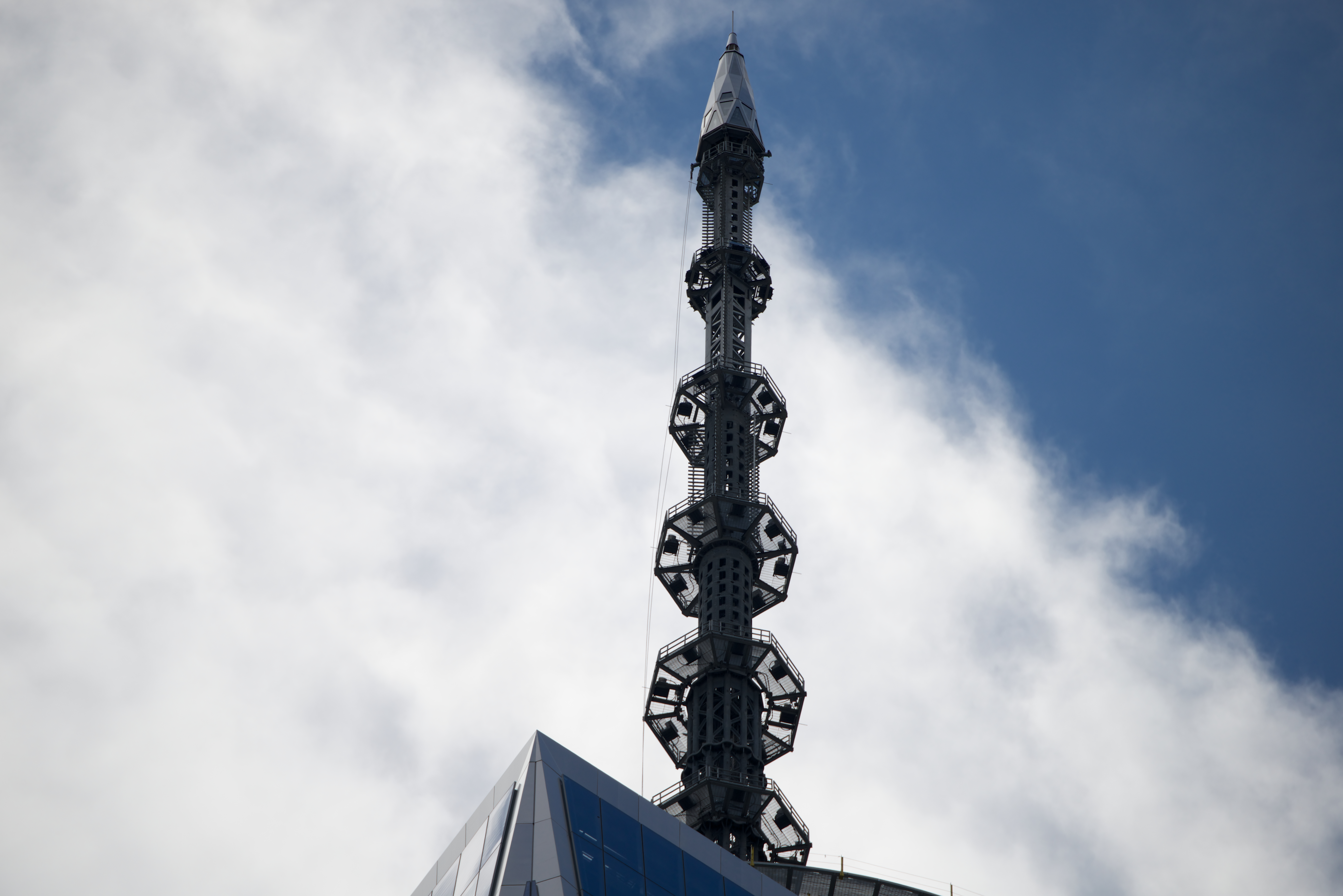
世界貿易中心一號大樓的尖頂

完工後，該建築成為紐約市最高的天線建築，但其屋頂在2015年被公園大道432號超越，最高達到1,396英尺（426）。世貿中心一號大樓的開發商對尖頂在重新設計後應重新歸類為天線的說法提出異議，港務局發言人史蒂夫·科爾曼重申「世貿中心一號大樓將成為西半球最高的建築物。」
2012年，CTBUH宣布將等待對重新設計的尖頂是否計入建築高度做出最終決定。 2013年11月12日，CTBUH 宣布世貿中心一號大樓的尖頂將計入該建築公認高度的一部分，最終高度為1,776英尺，成為西半球最高的建築。

## 評價
前世界貿易中心的社交中心包括位於107層的餐廳，名為「世界之窗」和「地球上最偉大的酒吧」；該設施不但是旅遊景點，也是在塔樓工作的人們的社交場所。這家餐廳還設有美國最負盛名的葡萄酒學校之一，稱為「世界之窗葡萄酒學校」，由葡萄酒名人凱文·扎利經營。儘管多次保證這些景點將被重建，港務局最後還是取消了重建它們的計劃，這激怒了一些觀察家。
塔樓的堅固地基也一直是爭議的根源。一些評論家，包括《國家評論》的德羅伊·默多克曾表示：「盡疏遠而乏味，反映的是恐懼感而不是自由感。」，導致他們將這座建築稱為「恐懼塔」。《紐約時報》的建築評論家尼古拉·烏魯索夫稱塔基是「掩飾潛在偏執的怪誕嘗試」。

## 業主和租戶

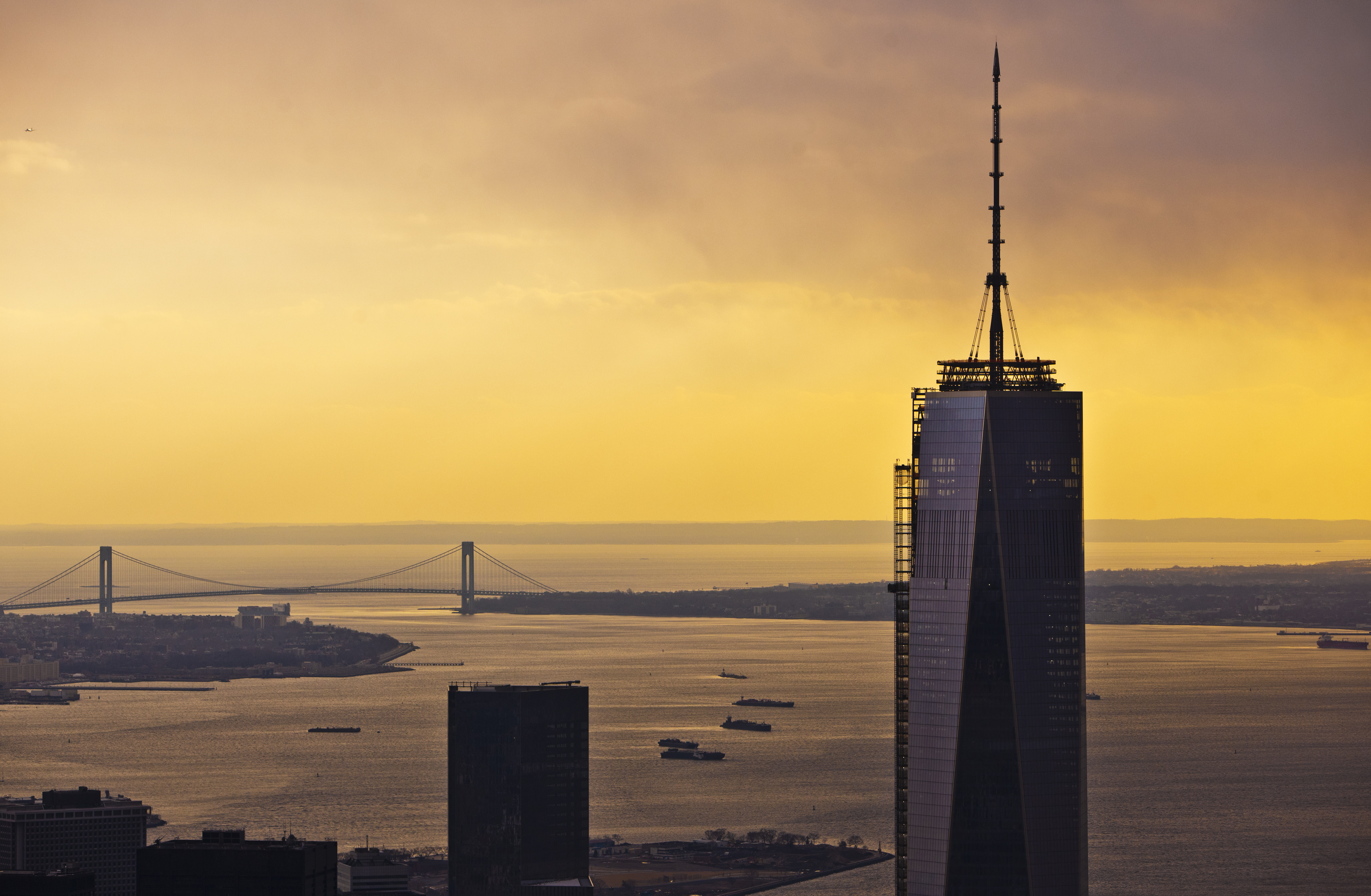
在日落時看到的一號大樓，遠處是韋拉札諾海峽大橋

一號大樓當前是由紐約與新澤西港務局所有。該建築約5%的股權被出售給私人房地產公司杜斯特組織以換取至少1億美元的投資。杜斯特組織協助監督大樓的建造，並為港務局管理大樓，負責租賃、物業管理和協助租戶安裝。到了2012年9月，大約55%的建築面積已經對外出租，但在2014年5月之前的三年並沒有簽署新的租約；截止於2014年11月，大樓已出租的空間數量已經上升至62.8%。
2006年，紐約州同意簽訂為期15年的415,000平方英尺（38,600平方）租約，可選擇延長租約期限，並佔用最多1,000,000平方英尺（90,000平方）的空間。联邦总务署（GSA）最初同意租賃約645,000平方英尺（59,900平方）,，紐約州總務辦公室計劃（OGS）佔用約412,000平方英尺（38,300平方）。然而，GSA於2011年7月將其大部分建築面積割讓給了港務局，OGS則退出了租賃合同。2008 年 4 月，港務局宣布尋找大樓投標人，以營運塔樓102層約18,000 sq ft（1,700 m2）的觀景台；2013 年，傳奇酒同意以一份為期15年、價值8.75億美元的合同以營運觀景台。
2009年3月28日，港務局和總部位於北京的萬通控股宣布該建築的第一份租約。一個190,810 sq ft（17,727 m2）的中國中心，該中心結合了商業和文化設施規劃在64層和 69 層之間；它旨在代表中國商業文化與美國的聯繫，並為希望在中國開展業務的美國公司提供服務。萬通控股的租期為20年9個月。2011年4月，根據中國藝術家周維的提議，中國中心的新室內設計揭幕，其中包括一個垂直的「折疊花園」。2015年9月，港務局同意萬通控股旗下的中國中心大幅減少了在一號大樓的承租面積，由此前的19.081萬平方英尺縮減至3.5萬平方英尺，預期總租金約7280萬美元。
2010年8月3日，康泰納仕集團簽署了一項臨時協議，將其總部和辦公室遷入一號大樓，佔地面積高1,000,000平方英尺（90,000平方）。2011年5月17日，康泰納仕與港務局達成最終協議，獲得一份為期25年、估計價值20億美元的租約。並於5月25日完成租賃合同，獲得20-41層之間1,008,012平方英尺（93,647.4平方）的辦公空間和30,000平方英尺（2,800平方）的可用空間及以下樓層。2012年1月，康泰納仕在42至44層租賃約133,000平方英尺（10,000平方）的空間。
此後在2010年代末和2020年代初，康泰納仕將其部分空間轉租給其他公司。包括2019年3月、4月的Ambac金融集團與Ennead Architects建築事務所，以及2021 年的Constellation Agency 和Reddit。
2014年8月，世服宏圖宣布簽署為期15年的租約，租用約34,775平方英尺（3,230.7平方），租下整個大樓的85層。世服宏圖隨後將其在85層的所有空間轉租給眾多中型企業，如ThinkCode、紐約D100電台和親愛的花工作坊（Chérie L'Atelier des Fleurs），作為私人辦公室、會議室和聯合辦公空間。
下列為當前入駐租戶：
- 中國中心（89樓）
- KiDS廣告公司（87樓）
- Servecorp虛擬辦公室（85樓）
- SVHO（84樓）
- Global Risk Advisors（部分83樓）
- Mic媒體公司（82樓）
- 租戶共用空間（64樓）
- Stagewell Group（62-63樓）
- xAD廣告公司（60-61樓）
- 穆迪投資信用評級部（56-57樓）
- Olam Americas貿易公司（部分47樓）
- Progenics生物科技公司（部分47樓）
- Kensho Technologies（部分46樓）
- ITI Data（部分46樓及部分83樓）
- 高緯環球（45B室）
- Symphony通訊公司（部分45樓）
- Legends Hospitality（觀景台營運商）（部分45樓及部分46樓）
- 康泰納仕（10-44樓）

## 關鍵人物

### 開發商
兆華斯坦地產的拉里·希爾弗斯坦是當前新世界貿易中心的租賃持有人和開發商，他保留著對周圍建築物的控制權，而港務局則完全控制一號大樓本身。希爾弗斯坦於2001年7月簽署了一份為期99年的世貿中心場地租約，並積極參與該重建過程的大部分計畫。
在新塔開始建造之前，希爾弗斯坦就捲入了一場保險糾紛2001年簽訂的租賃協議的條款中，希爾弗斯坦支付了1400萬美元，給予了他作為世界貿易中心租賃人，在結構被摧毀的情況下有權和義務重建結構的權利。。九一一襲擊事件發生後，西爾弗斯坦與保險公司因保险合同發生了一系列糾紛，導致一號大樓的建設被推遲。經過審判結果，2004年4月29日作出了裁決，審判結果確定了10家參與爭議的保險公司受到了「單一事件」解釋的影響，因此他們的責任限制在保單的面值上。另外三家保險公司被加入到了第二次審判組。當時，陪審團當時，陪審團對瑞士再保險公司無法作出判斷，但幾天後在2004年5月3日才得出結論，認定這家公司也受到「一次事件」解釋的影響。
希爾弗斯坦對瑞士再保險公司的決定提出了上訴，但在2006年10月19日的上訴案中失敗了。第二次審判於2004年12月6日結束。二審於2004年12月6日作出判決。陪審團判定有九家保險公司適用「兩次事故」的解釋，指的是九一一恐怖襲擊時，兩架不同的飛機摧毀了那兩座大廈。因此，他們對那些特定保單的責任最多限於保單面額的兩倍（22億美元）。最高的賠付額為 45.77 億美元，分別為1、2、4及5號大廈。
2007年3月，西爾弗斯坦出現在保險業會議外的建築工人和政府官員集會上，強調了他所說的保險公司安聯和RSA保險集團未能支付8億美元與襲擊相關的索賠。保險公司表示西爾弗斯坦與港務局之間的分攤付款協議令人擔憂。

### 項目協調人
大衛·柴爾斯在希爾弗斯坦的提議下加入一號大樓的項目，他最初與里伯斯金合作為一號大樓制定了設計方案。2005年5月，柴爾斯修改了一號大樓設計以解決安全問題。因此他成為一號大樓的主要建築師，負責監督其日常設計和開發。

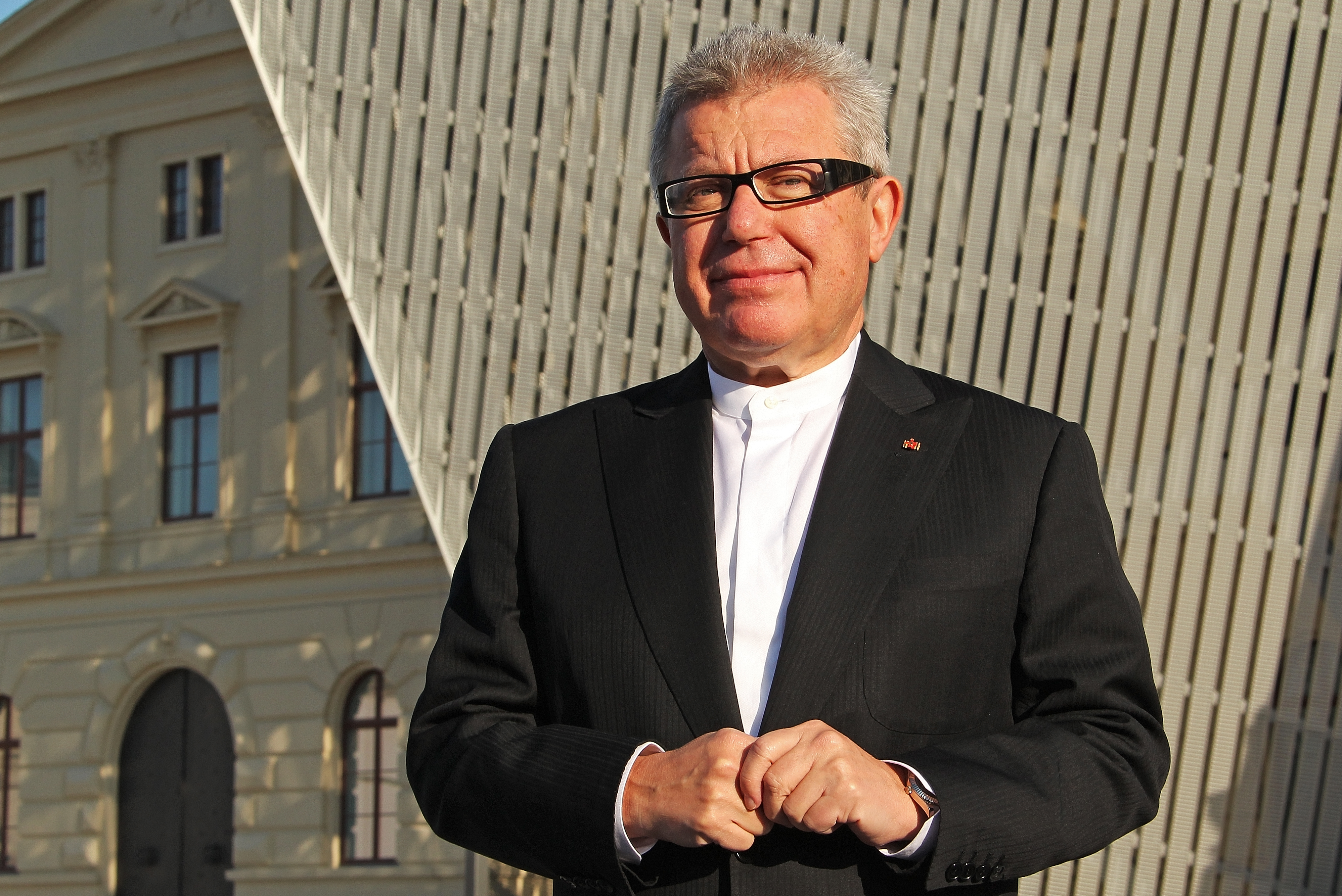
丹尼爾·里伯斯金贏得了2002年世貿中心重建總體規劃競賽。

里伯斯金贏得了2002年為新塔制定計劃的邀請賽。他為一號大樓的設計提出了初步建議，稱之為「記憶基礎」。他的設計包括座空中花園、風車和偏心尖頂。里伯斯金後來拒絕了將塔樓放置在車站旁邊更適合出租的位置的請求。相反，他將大樓的位置鎖定於西邊另一個街區，因為它會與自由女神像排成一行，並且與自由女神像相似。裡伯斯金的大部分原始設計後來被廢棄，其他建築師被選中設計其他世貿中心建築。然而，最終設計中包含了裡伯斯金最初計劃的一個要素——該塔的象徵性高度1,776英尺（541公尺）。
丹尼爾·R·蒂什曼（Daniel R. Tishman）與他的父親約翰·L·提什曼 （世界貿易中心原建築商）一起領導了鐵獅門地產及建設，後者被選定為世貿中心一號大樓的主承包商。

### 港務局建築工人
伍德搜索電影曾在2010年拍攝一部短題材紀錄片，題為《在世貿中心一號大樓工作感覺如何？》，該影片於8月31日上傳到YouTube。它描繪了對新一號大樓工地的工作條件感到滿意的建築工人的情景。然而，對工作現場的進一步分析表明，在一號大樓的建設過程中，工地發生了數十起與施工有關的傷害事件，其中34起未向美國職業安全與健康管理局報告。工人們還在現場留下了與九一一事件相關的塗鴉，這些塗鴉在當代被視為重生和復原的象徵。

## 另見
- 世界贸易中心 (2001年至今)
- 九一一恐怖攻擊事件
- 纽约市摩天大楼列表

## 書籍
- Reeve, Simon. . Northeastern University Press. 1999. ISBN 9781555534073.
- Darton, Eric. . Basic Books. 1999. ISBN 0-465-01727-4.

## 外部連結
- 官方网站由杜斯特組織（英语：Durst Organization）與戴德梁行維護
- One World Observatory （页面存档备份，存于） official website
- World Trade Center （页面存档备份，存于） –由兆華斯坦地產維護
- One World Trade Center （页面存档备份，存于） on CTBUH's Skyscraper Center database
- LowerManhattan.Info （页面存档备份，存于） – Official site for Lower Manhattan Construction Command Center
- Glass, Steel and Stone – History of Freedom Tower designs